# 5. pehotna divizija (ZDA)
Za druge 5. divizije glejte 5. divizija.
5. pehotna divizija je bila pehotna divizija Kopenske vojske ZDA.